# 馳浩
馳浩（日语：／ Hase Hiroshi */?，1961年5月5日—），舊姓川邊，日本政治家、前職業摔角手。出生於富山縣小矢部市。
曾參加1984年夏季奧林匹克運動會的古典式摔跤比賽，預賽環節排名第9，無緣複賽。之後活躍於新日本職業摔角、全日本職業摔角。還在道場擔任年輕摔角手的教練。
1995年參加第17屆日本參議院議員通常選舉當選進入政壇。2000年轉戰眾議院，連續當選4屆眾議院議員。2006年8月才作為職業摔角手正式退役。
2015年成為第三次安倍改造內閣的文部科學大臣。
2022年當選石川縣知事，同年3月27日就任。
妻子是女演員高見恭子。

### 軼聞
馳浩在2016年4月1日獲武士道音樂社長木谷高明邀請，參加於東京巨蛋舉行的「LoveLive! μ's Final LoveLive!〜μ'sic Forever♪♪♪♪♪♪♪♪♪〜」演唱會，會場上的馳浩文科相身著Final LoveLive!的T恤，拿著螢光棒，宣稱自己是「LoveLiver大臣」，又表示「希望能讓LoveLive!參加東京奧運會的開閉幕式」。然而，2021年的東京奧運會的開閉幕式雖然揉合了日本的動漫文化，最終都完全沒有包含LoveLive!的元素。

## 外部連結
- 官方網站 （页面存档备份，存于）
- 博客 （页面存档备份，存于）
- 舊博客 （页面存档备份，存于）
- 馳浩的Facebook專頁

| 官衔            | 官衔                       | 官衔            |
| --------------- | -------------------------- | --------------- |
| 前任： 下村博文 | 文部科學大臣 2015年—2016年 | 繼任： 松野博一 |